# Hiệp nghị giữa chính phủ Nhân dân Trung ương và chính phủ địa phương Tây Tạng về biện pháp giải phóng hòa bình Tây Tạng
Hiệp định giữa chính phủ nhân dân trung ương và chính quyền địa phương Tây Tạng về cách giải phóng hoà bình Tây Tạng, gọi tắt bằng Hiệp định 17 điều, là văn kiện mà các đại diện của Đạt Lai Lạt Ma thứ 14, người cầm quyền tối cao trên thực tế của Tây Tạng đã đạt được thỏa thuận năm 1951 với Chính phủ Nhân dân Trung ương của nước Cộng hòa Nhân dân Trung Hoa mới được thành lập về việc khẳng định chủ quyền Trung Quốc đối với Tây Tạng.
Các nguồn Trung Quốc coi tài liệu là một hợp đồng pháp lý được cả hai chính phủ lẫn người dân Tây Tạng hoan nghênh. Trung ương Tây Tạng quản lý coi nó không hợp lệ và như đã bị ép buộc ký kết. Đối với chuyên gia pháp luật quốc tế, Eckart Klein, "Cái gọi là Thỏa thuận Mười bảy điểm năm 1951" là "một hợp đồng bị ký kết dưới hình thức ép buộc" là không hợp pháp. " Đạt Lai Lạt Ma thứ 14 đã bác bỏ thỏa thuận này nhiều lần.

## Hoàn cảnh dẫn đến việc ký kết
Quân Giải phóng Nhân dân vượt sông Jinsha vào ngày 6 hoặc 7 tháng 10 năm 1950 và đánh bại quân đội Tây Tạng vào ngày 19 tháng 10. Thay vì tiếp tục chiến dịch quân sự, Trung Quốc yêu cầu Tây Tạng cử các đại diện đến Bắc Kinh để đàm phán một thỏa thuận. Đức Đạt Lai Lạt Ma tin rằng dự thảo thỏa thuận đã được Trung Quốc viết và các đại diện của Tây Tạng không được phép đưa ra bất cứ thay đổi nào. Trung Quốc đã không cho phép các đại diện Tây Tạng liên lạc với chính phủ Tây Tạng ở Lhasa. Phái đoàn Tây Tạng không được Lhasa cho phép ký kết, nhưng cuối cùng chịu áp lực từ Trung Quốc để ký bất cứ điều gì, bằng cách sử dụng con dấu đã được thực hiện cụ thể cho mục đích này.

## Nội dung hiệp nghị

### Mười bảy điểm
1. Người Tây Tạng sẽ đoàn kết và đẩy lùi các lực lượng hung hăng của đế quốc khỏi Tây Tạng; Người dân Tây Tạng sẽ trở lại với gia đình của Tổ quốc Cộng hòa Nhân dân Trung Hoa.
2. Chính quyền địa phương của Tây Tạng sẽ tích cực hỗ trợ Quân Giải phóng nhân dân vào Tây Tạng và củng cố hệ thống phòng thủ quốc gia.
3. Theo chính sách đối với các dân tộc được quy định trong Chương trình chung của Hội nghị Hiệp thương Chính trị Nhân dân Trung Quốc, người Tây Tạng có quyền tự trị dưới sự lãnh đạo thống nhất của Chính phủ Trung ương Trung Quốc.
4. Các nhà chức trách trung ương sẽ không làm thay đổi hệ thống chính trị hiện tại ở Tây Tạng. Chính quyền trung ương cũng sẽ không làm thay đổi tình trạng, chức năng và quyền hạn của Đức Đạt Lai Lạt Ma. Các viên chức của các cấp khác nhau sẽ giữ chức vụ như thường lệ.
5. Các tư cách, chức năng và quyền hạn được thành lập của Panchen Ngoerhtehni sẽ được duy trì.
6. Theo vị thế đã được thiết lập, các chức năng và quyền hạn của Đạt Lai Lạt Ma và của Panchen Ngoerhtehni có nghĩa là địa vị, chức năng và quyền hạn của Đạt Lai Lạt Ma thứ 13 và Panchen Ngoerhtehni thứ chín khi họ đã thân thiện và giữ mối quan hệ hữu hảo với nhau.
7. Chính sách tự do tín ngưỡng được đặt ra trong chương trình chung của Chính quyền Trung ương sẽ được tiến hành. Niềm tin tôn giáo, tập quán và thói quen của người Tây Tạng sẽ được tôn trọng và những tu viện lama sẽ được bảo vệ. Các nhà chức trách trung ương sẽ không làm thay đổi thu nhập của các tu viện.
8. Quân đội Tây Tạng sẽ được tổ chức lại thành bộ phận của Quân giải phóng và trở thành một phần của lực lượng phòng vệ của Trung Quốc.
9. Ngôn ngữ nói và viết và giáo dục trường học của quốc gia Tây Tạng sẽ được phát triển từng bước phù hợp với điều kiện thực tế ở Tây Tạng.
10. Nông nghiệp Tây Tạng, chăn nuôi, công nghiệp và thương mại sẽ được phát triển từng bước và sinh kế của người dân sẽ được cải thiện từng bước phù hợp với điều kiện thực tế ở Tây Tạng.
11. Trong các vấn đề liên quan đến những cải cách khác nhau ở Tây Tạng, sẽ không có sự ép buộc của các cơ quan trung ương. Chính quyền địa phương của Tây Tạng sẽ tiến hành các cuộc cải cách theo ý riêng của mình, và khi người dân yêu cầu cải cách, họ sẽ được giải quyết bằng cách tham vấn với các nhân viên hàng đầu của Tây Tạng.
12. Cho đến nay, trước đây các quan chức ủng hộ chủ nghĩa đế quốc và các quan chức ủng hộ Quốc dân đảng đã kiên quyết hủy bỏ quan hệ với chủ nghĩa đế quốc và Quốc dân Đảng và không tham gia vào việc phá hoại hoặc kháng chiến, họ có thể tiếp tục nắm giữ văn phòng bất kể quá khứ của họ.
13. Quân Giải phóng đi vào Tây Tạng phải tuân thủ tất cả các chính sách nói trên và cũng phải công bằng trong mọi hoạt động mua bán và không được tự ý lấy kim hoặc sợi từ người dân.
14. Chính quyền TW sẽ có xử lý tập trung cho tất cả các công việc bên ngoài của khu vực Tây Tạng; Và sẽ có sự hợp tác hòa bình với các nước láng giềng và thiết lập và phát triển các quan hệ thương mại và thương mại công bằng với họ trên cơ sở bình đẳng, cùng có lợi và tôn trọng lẫn nhau đối với lãnh thổ và chủ quyền.
15. Để đảm bảo thực hiện thỏa thuận này, Chính quyền TW sẽ thành lập Trụ sở Ủy ban Quân sự và Hành chánh khu vực quân sự ở Tây Tạng và - ngoài các nhân viên do Chính phủ Trung ương gửi đến - sẽ hấp thụ càng nhiều nhân viên Tây Tạng địa phương càng tốt Tham gia vào công việc. Nhân viên địa phương Tây Tạng tham gia vào Ủy ban Quân sự và Hành chính có thể bao gồm các yếu tố yêu nước từ chính quyền địa phương của Tây Tạng, các quận và các tu viện chính khác nhau; Danh sách tên sẽ được đưa ra sau khi trao đổi ý kiến giữa các đại diện được chỉ định bởi Chính phủ Trung ương và các khu khác liên quan và sẽ được trình lên Chính quyền TW để bổ nhiệm.
16. Các khoản ngân sách cần thiết của Ban quân sự và Ủy ban Hành chính, Bộ Tư lệnh Quân khu và Quân Giải phóng nhân dân vào Tây Tạng sẽ do CPG cung cấp. Chính quyền địa phương của Tây Tạng nên hỗ trợ Quân Giải phóng nhân dân trong việc mua bán vận chuyển lương thực, thức ăn gia súc và các nhu yếu phẩm hàng ngày khác.
17. Thỏa thuận này sẽ có hiệu lực ngay sau khi ký kết và đóng dấu vào đó.